# KABANERI OF THE IRON FORTRESS
《KABANERI OF THE IRON FORTRESS》是2016年5月25日由Sony Records发售的日本乐团EGOIST第7支单曲。

## 摘要
继前作《重启命运》之后时隔半年发布的单曲。
标题曲《KABANERI OF THE IRON FORTRESS》是NoitaminA制作的日本动画连续剧《甲鐵城的卡巴內利》的片头曲。
销售分初回限定盘、通常盘两种形式发行，初回限定盘收录有PV以及《甲铁城的卡巴内利》的无演职人员字幕版片头动画。

## 排行榜成绩
5月24日在排行榜以第5位上榜，第二天的5月24日以1.0万张的销量排名第1位。一举创下EGOIST作品中的首位排行上升速度第一。6月6日在oricon周排行榜中销售3.0万张，排在第二位。另外,在动漫周排行榜中2作品再次获得第1位。
billboard中热门动漫作品单曲也在时隔4支作品后再次获得第1位的排名。

## 收录歌曲
所有的歌词、作曲、编曲： ryo
1. KABANERI OF THE IRON FORTRESS [4:50]
ノイタミナ制作动画『甲鉄城のカバネリ』主题曲
2. It's all about you [4:04]
3. KABANERI OF THE IRON FORTRESS (电视剪辑版)
4. KABANERI OF THE IRON FORTRESS -Instrumental-

DVD(仅初回限定盘)
1. KABANERI OF THE IRON FORTRESS（Music Video）
2. KABANERI OF THE IRON FORTRESS（まらしぃ Piano ver.）
3. 「甲鉄城のカバネリ」Opening ノンクレジットムービー
4. 「甲鉄城のカバネリ 序章」Opening ノンクレジットムービー

## 脚注